# Ossi Korhonen

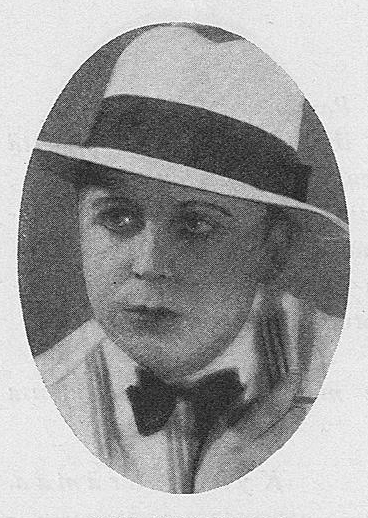
Ossi Korhonen, bild från början av 1930-talet

Ossian "Ossi" Nikolai Korhonen, född 1 april 1898 i Uleåborg, död 12 mars 1976 i Helsingfors, var en finländsk skådespelare.
Korhonen var son till en sjökapten. Han arbetade som bokhandelsassistent 1916–1918, men verkade på kvällarna som skådespelare vid Koittoteatern i Helsingfors. Han tog även sånglektioner av Olga Salo, Ilmari Räsänen och Olga Poppius. Under två år verkade Korhonen vid Folkteatern samt verkade vid teatern i Tammerfors 1919–1922 och vid Helsingfors folkteater (senare Folk- och arbetarteater) 1922–1963. Förutom i film, medverkade Korhonen i TV-uppsättningar. 1958 tilldelades Korhonen Pro Finlandia-medaljen och Finlands teatersällskaps guldmedalj.